# Virginia af Forselles
Virginia Christina Sofia af Forselles, född Carlsköld 26 april 1759, död 7 oktober 1847 på Strömfors bruk i Nyland, var en svensk-finländsk bruksägare. Hon drev det lokala järnbruket i Strömfors från 1790 till sin död.
Virginia af Forselles var dotter till Per Carlsköld och Virginia Sofia Adlerberg, gifte sig 1785 med bergsrådet och brukspatronen Henric Johan af Forselles, och blev mor till två barn, varav det ena var Jakob Henrik af Forselles. Hon övertog bruket vid makens död 1790. Hon drev bruket med framgång. Hon omarbetade dess stångjärnshammare 1792.  